# Latvijščina
Latvijščina (tudi letonščina, latvijsko latviešu valoda) je materni jezik okoli 1,5 milijona ljudi v Latviji, kjer je tudi edini uradni jezik. Latvijščino govorijo tudi latvijski izseljenci in njihovi potomci v Avstraliji, ZDA, Združenem kraljestvu, Nemčiji, Braziliji, Rusiji.
Latvijščina skupaj z litvanščino ter izumrlimi staro pruščino, jatvinščino ter semgalskim in galindskim jezikom spada v baltsko skupino indoevropskih jezikov . Latvijščina je med baltskimi jeziki tudi najinovativnejša, kar pomeni, da je najmanj arhaična in najbolj oddaljena od skupnega prajezika.

## Zgodovina
Baltska plemena so se v današnji Latviji naselila na območju, kjer so prej živela ugrofinska ljudstva. Le-ta so jezikovno močno vplivala na razvoj latvijščine, ki se je tako znatno oddaljila od prabaltskega jezika. Od ugrofinskega substrata se je v Latviji do danes ohranila livonščina, ki jo govori nekaj sto ljudi ob latvijski obali Baltskega morja. Latvijščina se je izoblikovala na osnovi latgalščine, jezika starega vzhodnobaltskega plemena Latgalcev, in je pred 16. stoletjem asimilirala sorodne jezike sosednjih plemen: kuronščino, zemgalščino in zelonščino. Najstarejši pisni spomenik v latvijščini je psalter iz leta 1530, ki ga je prevedel Nicholas Ramm, nemški pridigar v Rigi.
Pozneje je na razvoj latvijščine najbolj vplivala nemščina, od drugih jezikov tudi livonščina, estonščina in ruščina. Območje Latvije je bilo tekom zgodovine politično povezana z nemškimi državami, Republiko obeh Narodov (poljsko-litvansko-beloruska zvezna država), Švedsko in Rusijo. Tako v času, ko je Latvija bila del carske Rusije, kot tudi v obdobju sovjetske okupacije so se v Latvijo preselili številni Rusi, ne da bi se pri tem naučili latvijščine, kar je imelo izrazito negativen vpliv na jezikovne razmere v deželi. Teoretično je latvijščina bila eden dveh uradnih jezikov v Sovjetski Socialistični Republiki Latviji (poleg ruščine), vendar je bila dejansko izrinjena iz mnogih območij javnega življenja. Danes je latvijščina materni jezik skoraj 60 odstotkov prebivalcev države, toda le slabe polovice prebivalcev latvijskih mest. V devetdesetih letih tik po osamosvojitvi je Latvija prav tako kot sosednja Estonija uvedla vrsto pravnih uredb, ki naj bi preprečile ogroženost jezika.

## Abeceda
| črka              | A a | Ā ā | B b | C c | Č č | D d       | E e       | Ē ē    | F f | G g | Ģ ģ | H h | I i | Ī ī | J j | K k | Ķ ķ |
| izgovorjava (IPA) | ɑ   | ɑː  | b   | ʦ   | ʧ   | d         | a, ɛ      | aː, ɛː | f   | g   | ɟ   | x   | i   | iː  | j   | k   | c   |
|                   |     |     |     |     |     |           |           |        |     |     |     |     |     |     |     |     |     |
| črka              | L l | Ļ ļ | M m | N n | Ņ ņ | O o       | O o       | P p    | R r | S s | Š š | T t | U u | Ū ū | V v | Z z | Ž ž |
| izgovorjava (IPA) | ɫ   | ʎ   | m   | n   | ɲ   | uɔ͡, o, oː | uɔ͡, o, oː | p      | r   | s   | ʃ   | t   | u   | uː  | v   | z   | ʒ   |